# Tasman Series

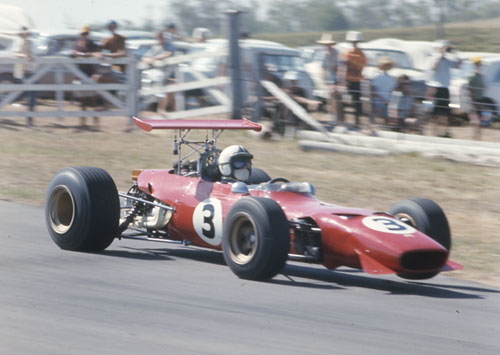
Chris Amon pilotando una Ferrari 246T en el Gran Premio de Australia de 1969.

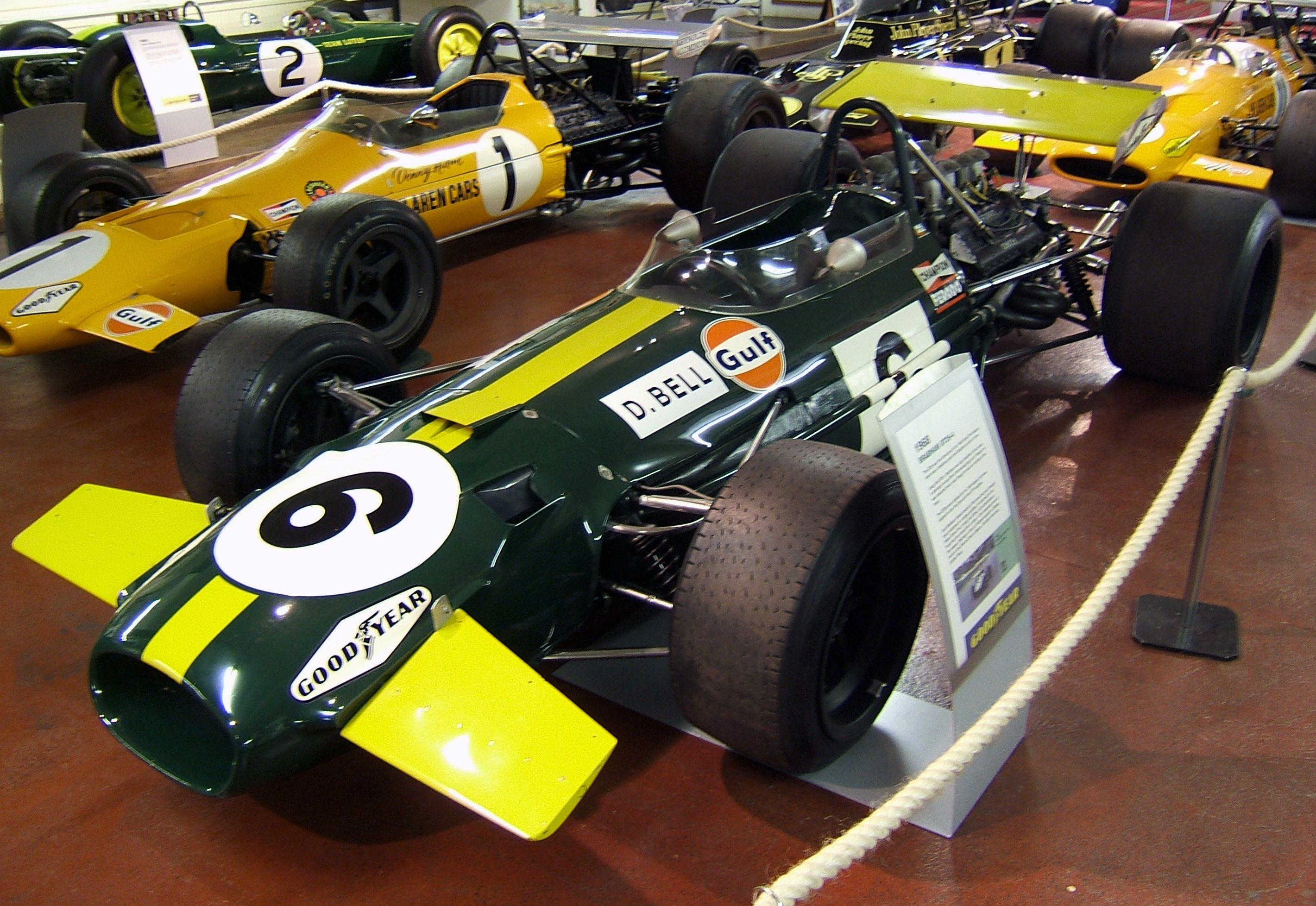
Brabham BT26, que disputó la temporada 1970.

La Tasman Series o Fórmula Tasman es una competición de monoplazas celebrada principalmente en la década de 1960 en Australia y Nueva Zelanda, nombrada por el mar de Tasmania que separa los países. Usaba automóviles similares a los de Fórmula 1 excepto por la reglamentación de motores, que utilizaba la de la temporada 1960. La serie se celebraba fuera de la temporada de Fórmula 1, de noviembre a marzo, durante el invierno boreal.
Los motores de 2500 cc que desde 1961 eran obsoletos para el campeonato mundial de Fórmula 1 de la época, pudieron seguirse usando en la Tasman Series. En 1964 y 1965 fue más rápida que la Fórmula 1 de motores limitados a 1500 cc. Tras el regreso en 1966 de la Fórmula 1 a la reglamentación de 3000 cc, la serie Tasman continuó por algunos años. Usualmente los chasis de temporadas anteriores de Fórmula 1 eran adaptados con los motores Tasman e inscritos a la serie.
La Tasman Series habilitó el reglamento de la Fórmula 5000 Estadounidense en 1970. En 1976, el campeonato se canceló y se dividió en dos, con las fechas australianas formando la Fórmula 5000 Rothmans hasta 1979. La Fórmula 1 Australiana también habilitó los Fórmula 5000 desde 1971 hasta 1981.
Los principales pilotos de la región, como Jack Brabham, Bruce McLaren, Chris Amon y Denny Hulme, tomaban parte en sus eventos locales, pero también estrellas de la Fórmula 1 como Jim Clark, Graham Hill, Phil Hill, Jochen Rindt, Pedro Rodríguez de la Vega y Jackie Stewart viajaron para participar en aquellas latitudes.

## Campeones
| Año  | Piloto          | Automóvil              |
| ---- | --------------- | ---------------------- |
| 1964 | Bruce McLaren   | Cooper T70-Climax      |
| 1965 | Jim Clark       | Lotus 32B-Climax       |
| 1966 | Jackie Stewart  | BRM P261               |
| 1967 | Jim Clark       | Lotus 33-Climax        |
| 1968 | Jim Clark       | Lotus 49T-Cosworth     |
| 1969 | Chris Amon      | Ferrari 246T           |
| 1970 | Graeme Lawrence | Ferrari 246T           |
| 1971 | Graham McRae    | McLaren M10B-Chevrolet |
| 1972 | Graham McRae    | Leda GM1-Chevrolet     |
| 1973 | Graham McRae    | McRae GM1-Chevrolet    |
| 1974 | Peter Gethin    | Chevron B24-Chevrolet  |
| 1975 | Warwick Brown   | Lola T332-Chevrolet    |